# Composition des équipes au Championnat du monde masculin de handball 2017
Cet article liste les compositions des équipes qualifiées au Championnat du monde masculin de handball 2017 organisé en France du 11 janvier au 29 janvier 2017.
L'âge, le club, le nombre de sélections et le nombre de buts sont en date du 11 janvier 2017.

## Règlement
Seize joueurs peuvent être alignés sur la feuille de match. Pendant la compétition, chaque équipe peut remplacer à tout moment jusqu'à deux joueurs (par exemple chaque équipe peut faire entrer deux nouveaux joueurs ou changer un joueur qui a déjà été remplacé une fois) et un gardien. Les nouveaux joueurs ne peuvent être issus que de la liste provisoire (liste des 28) déposée un mois plus tôt au siège de l'IHF. Si une équipe a désigné moins de 16 joueurs, elle peut procéder à l'inscription d'un joueur supplémentaire au cours de la compétition.
Lors d'un remplacement de joueur, le joueur sortant est indiqué par l'icône  et le joueur entrant par l'icône .

## Équipes

### Allemagne
Parmi les absents, Fabian Wiede, l'arrière droit du Füchse Berlin, Christian Dissinger, l'arrière gauche du THW Kiel, Hendrik Pekeler, le pivot des Rhein-Neckar Löwen et Steffen Weinhold, l'arrière gauche du THW Kiel ont déclaré forfait sur blessure tandis qu'Holger Glandorf n'a pas souhaité être sélectionné.

### Biélorussie
Parmi les absents, Siarhei Rutenka, sans club à ce moment-là, n'a pas été sélectionné.

### Brésil
Parmi les absents, Felipe Borges, l'ailier gauche sans club à ce moment-là, et Arthur Patrianova, l'arrière gauche de Celje, ont déclaré forfait sur blessure.

### Chili
Parmi les absents, Marco Oneto, le pivot du Sporting, n'a pas été sélectionné.

### Croatie
Parmi les absents, Marko Kopljar, l'arrière droit du Veszprém KSE, Marino Marić, le pivot du MT Melsungen et Domagoj Pavlović et le demi-centre du RK Zagreb ont déclaré forfait sur blessure.
En cours de compétition, Josip Božić-Pavletić a été remplacé par Jerko Matulić au poste d'ailier droit puis Filip Ivić a été remplacé par Ivan Pešić au poste de gardien de but.

### Danemark
Parmi les absents, Rasmus Lauge Schmidt, le demi-centre du SG Flensburg-Handewitt a déclaré forfait sur blessure.
En cours de compétition, Mads Mensah Larsen, blessé, a été remplacé par Niclas Kirkeløkke.

### Égypte
Parmi les absents, l'arrière gauche Ali Zein a du renoncer à cause d'une blessure au pied.

### Espagne
Parmi les absents, Arpad Šterbik, le gardien du Vardar Skopje, Cristian Ugalde, l'ailier gauche du Veszprém KSE, Jorge Maqueda, l'arrière gauche du Vardar Skopje, et Antonio García Robledo, l'arrière gauche du KIF Copenhague, n'ont pas été retenu par le sélectionneur. Absent en début de compétition, Raúl Entrerríos a remplacé Álex Costoya lors de la phase de poule.

### France
Une liste de 16 joueurs plus un remplaçant (Yanis Lenne, ailier droit du Sélestat Alsace Handball) a été établie le 10 janvier 2017. Blessé lors du deuxième match, Luka Karabatic est remplacé par Dika Mem :
Parmi les absents, Kévynn Nyokas, l'arrière droit du VfL Gummersbach et Mathieu Grébille, l'arrière gauche du Montpellier Handball, ont déclaré forfait sur blessure. À court de temps de jeu depuis son retour de blessure, Xavier Barachet, l'arrière droit du Paris Saint-Germain, n'a pas participé à la phase de préparation. Cyril Dumoulin, le gardien de but du HBC Nantes, Benoît Kounkoud, l'ailier droit du Paris Saint-Germain et Nicolas Claire, le demi-centre du HBC Nantes, ont participé à la phase de préparation mais n'ont finalement pas été retenus par le staff de l'équipe de France.

### Hongrie
En délicatesse avec sa cheville, l’arrière droit László Nagy est remplacé en début de compétition par l’ailier droit Péter Gulyás. En huitième de finale, Nagy est finalement de retour en remplacement de ce même Gulyás.

### Islande
Parmi les absents, Aron Pálmarsson, l'arrière gauche du Veszprém KSE, a déclaré forfait sur blessure.

### Japon
Les joueurs non-retenus sont le gardien de but Takayuki Shimuzu (Wakunaga Phamaceutical) et les joueurs de champs Toru Takeda (Toyoda Gosei) et Jun Mori (Osaki Electric).

### Macédoine
Parmi les absents, Filip Kuzmanovski, l'arrière gauche du RK Metalurg Skopje, a déclaré forfait sur blessure.

### Norvège
Une première liste de 17 joueurs a été annoncée le 12 décembre 2016. Blessé, Harald Reinkind a ensuite été remplacé par Magnus Abelvik Rød :

### Pologne
Parmi les absents, Sławomir Szmal, Krzysztof Lijewski et Karol Bielecki ont pris leur retraite internationale. En revanche, c'est sur blessure qu'ont du déclarer forfait le pivot de Barcelone Kamil Syprzak, le gardien de Lemgo Piotr Wyszomirski et le demi-centre de Kielce Mariusz Jurkiewicz.

### Qatar
Parmi les absents, l'arrière gauche Žarko Marković, l'ailier gauche Eldar Memišević, le gardien de but Goran Stojanović et le pivot Borja Vidal Fernández Fernández, tous les quatre vice-champions du monde en 2015 après avoir été naturalisés, n'ont pas été sélectionnés.

### Slovénie
Parmi les absents, Dean Bombač, le demi-centre du KS Kielce et Simon Razgor, l'ailier gauche du HC Meshkov Brest, ont déclaré forfait sur blessure tandis que Uroš Zorman, le demi-centre du KS Kielce, Gorazd Škof, le gardien du PSG et Dragan Gajić, l'ailier droit du Veszprém KSE, n'ont pas été retenu par Veselin Vujović.

### Suède
Parmi les absents, Johan Jakobsson, l'arrière droit de Flensburg, et Jonas Källman, l'ailier gauche de Pick Szeged, se sont blessés avant le tournoi. De plus, plusieurs joueurs majeurs des années précédentes ont annoncé leurs retraites internationales : Kim Andersson, l'arrière droit d'Ystads IF, Mathias Andersson, le gardien de Flensburg, Kim Ekdahl du Rietz, l'arrière gauche des Rhein-Neckar Löwen, Tobias Karlsson, le défenseur de Flensburg ou encore Fredrik Petersen, l'ailier gauche de HK Malmö.

### Tunisie
Parmi les absents, Aymen Hammed, l'arrière droit de l’Espérance sportive de Tunis Anis Mahmoudi, l’ailier gauche de l’Espérance sportive de Tunis et Marouène Maggaiez, le gardien de but de l’Espérance sportive de Tunis ont déclaré forfait sur blessure tandis qu'Abdelhak Ben Salah, demi-centre du Club africain, est suspendu de sélection nationale pendant un an.

## Modification des compositions

### Remplacements de joueurs
Les remplacements suivants ont été réalisés au cours de la compétition :
| Date            | Équipe            | Joueur entrant                        | Joueur sortant                      | Total             |
| --------------- | ----------------- | ------------------------------------- | ----------------------------------- | ----------------- |
| 22 janvier 2017 | Hongrie           | Laszlo Nagy (arrière droit)           | Péter Gulyás (ailier droit)         | 2 sur 2 possibles |
| 21 janvier 2017 | Croatie           | Ivan Pešić (gardien)                  | Filip Ivić (gardien)                | 2 sur 2 possibles |
| 21 janvier 2017 | Russie            | Dimitri Pavlenko (Gardien)            | ?                                   | 2 sur 2 possibles |
| 21 janvier 2017 | Macédoine du Nord | Dejan Manaskov (ailier gauche)        | Risto Arnaudovski (arrière gauche)  | 2 sur 2 possibles |
| 20 janvier 2017 | Arabie saoudite   | Ali Al Ibrahim (pivot)                | Mojtaba Alsalem (gardien)           | 2 sur 2 possibles |
| 20 janvier 2017 | Argentine         | Sebastian Deschamps (demi-centre)     | Diego Simonet (demi-centre)         | 1 sur 2 possibles |
| 20 janvier 2017 | Croatie           | Jerko Matulić (ailier droit)          | Josip Božić-Pavletić (ailier droit) | 1 sur 2 possibles |
| 20 janvier 2017 | Slovénie          | Jan Grebenc (arrière gauche)          | David Miklavčič (arrière droit)     | 2 sur 2 possibles |
| 19 janvier 2017 | Allemagne         | Holger Glandorf (arrière gauche)      | Rune Dahmke (ailier gauche)         | 1 sur 2 possibles |
| 19 janvier 2017 | Macédoine du Nord | Zharko Peshevski (pivot)              | Martin Popovski (ailier droit)      | 1 sur 2 possibles |
| 19 janvier 2017 | Russie            | Alexandre Dereven (arrière gauche)    | Pavel Atman (demi-centre)           | 1 sur 2 possibles |
| 19 janvier 2017 | Norvège           | Petter Øverby (pivot)                 | Ole Erevik (gardien)                | 1 sur 2 possibles |
| 18 janvier      | Brésil            | Leonardo Dutra Ferreira (demi-centre) | Thiagus dos Santos (arrière gauche) | 1 sur 2 possibles |
| 18 janvier      | Bahreïn           | Husain Jasim Alqaidoom (gardien)      | Hasan Shehab Alfardan (pivot)       | 1 sur 2 possibles |
| 18 janvier      | Espagne           | Raúl Entrerríos (demi-centre)         | Alejandro Costoya (arrière gauche)  | 1 sur 2 possibles |
| 18 janvier      | Arabie saoudite   | Mohammad Alsalem Alsalem (gardien)    | Fahad Alfarhan                      | 1 sur 2 possibles |
| 18 janvier      | Qatar             | Wajdi Sinen (arrière gauche)          | Anis Zouaoui (ailier gauche)        | 2 sur 2 possibles |
| 18 janvier      | Japon             | Akihito Kai (gardien)                 | Takayuki Shimuza (gardien)          | 1 sur 2 possibles |
| 18 janvier      | Slovénie          | Urban Lesjak (gardien)                | Urh Kastelic (gardien)              | 1 sur 2 possibles |
| 17 janvier      | France            | Dika Mem (arrière droit)              | Luka Karabatic (pivot)              | 1 sur 2 possibles |
| 16 janvier      | Danemark          | Niclas Kirkelokke (arrière droit)     | Mads Mensah Larsen (demi-centre)    | 1 sur 2 possibles |
| 16 janvier      | Hongrie           | Péter Gulyás (ailier droit)           | Laszlo Nagy (arrière droit)         | 1 sur 2 possibles |
| 14 janvier      | Qatar             | Ahmad Madadi (ailier gauche)          | Abdelrahman Abdalla (demi-centre)   | 1 sur 2 possibles |

### Ajout de joueurs
Certaines équipes ont commencé la compétition à moins de 16 joueurs. Elles ont ainsi pu ajouter un joueur pour atteindre un total de 16 sur la feuille de match :
| Date       | Equipe    | Joueur               |
| ---------- | --------- | -------------------- |
| 19 janvier | Allemagne | Hendrik Pekeler      |
| 18 janvier | Suède     | Emil Frend Öfors     |
| 15 janvier | France    | Timothey N'Guessan   |
| 14 janvier | Brésil    | Thiagus dos Santos   |
| 14 janvier | Slovénie  | Miha Zarabec         |
| 14 janvier | Islande   | Bjarki Már Gunnarson |
| 14 janvier | Danemark  | René Toft Hansen     |
| 14 janvier | Norvège   | Ole Erevik           |

## Statistiques

### Nombre de joueurs par club
Les clubs dont au moins 8 de leurs joueurs sont sélectionnés pour ce championnat du monde sont :
| Club                 | Nombre |
| -------------------- | ------ |
| Paris Saint-Germain  | 12     |
| FC Barcelone         | 10     |
| RK Zagreb            |        |
| Veszprém KSE         | 9      |
| Füchse Berlin        | 8      |
| THW Kiel             |        |
| KS Kielce            |        |
| Montpellier Handball |        |
| Wisła Płock          |        |
| Rhein-Neckar Löwen   |        |

### Sélectionneurs par nationalité
Les sélectionneurs en gras représentent leur propre pays.
| Nb | Pays        | Sélectionneur(s) |
| -- | ----------- | --- |
| 6  | Espagne     | Talant Dujshebaev (Pologne), Mateo Garralda (Chili), Antonio Carlos Ortega (Japon), Jordi Ribera, Valero Rivera (Qatar), Javier Sabaté (Hongrie) |
| 4  | Islande     | Kristján Andrésson (Suède), Guðmundur Guðmundsson (Danemark), Geir Sveinsson, Dagur Sigurðsson (Allemagne)                                       |
| 3  | Croatie     | Željko Babić, Lino Červar (Macédoine), Nenad Kljaić (Arabie saoudite)                                                                            |
| 1  | Algérie     | Salah Bouchekriou (Bahreïn) |
| 1  | Angola      | Alexandre Machado |
| 1  | Argentine   | Eduardo Gallardo |
| 1  | Biélorussie | Iouri Chevtsov |
| 1  | Brésil      | Washington Nunes |
| 1  | Égypte      | Marwan Ragab |
| 1  | France      | Didier Dinart / Guillaume Gille |
| 1  | Monténégro  | Veselin Vujović (Slovénie) |
| 1  | Norvège     | Christian Berge |
| 1  | Russie      | Dimitri Torgovanov |
| 1  | Tunisie     | Hafedh Zouabi |